# Капилар
Капилари су најкраћи крвни судови, дужине 5–10 μm, док им је зид дебљине 0,5 микрометара. Мала дебљина зида капилара служи ефикасној и брзој размени из или у капиларе; молекула кисеоника, угљен-диоксида, шећера, амино киселина, воде, и осталих материја, између крви и ћелија ткива. Ниво размена материја кроз зидове капилара варира од региона до региона тела, мада у неким деловима тела, као што је мозак, размена не постоји.
Капилари су најбројнији крвни судови у организму, и броје се на око 10 милијарди. Величина целокупне површине свих капилара је око 6.000 m², док су зидови најтањих капилара од само једног слоја ендотелијума. 
Крв тече из срца у артерије, које се гранају у уске артериоле, а потом се оне гранају у капиларе. Пошто је извршена размена материја из крви, допремљене терминалним капиларима на нивоу ткива, из артеријских настају венски капилари који даље формирају венуле, а затим из њих настају вене, које враћају крв у срце.

## Етимологија
Назив капилар која се користи  на енглеском језику од средине 17. века, потиче од латинске речи capillaris, што значи „коса или оно што личи на косу“, јер су капилари сићушног пречника налик на влас косе.  Док се реч капиларна обично користи  као придев да означи процес у капиларној појави у којој се течност креће у уском простору без помоћи спољних сила попут гравитације.

## Врсте капилара

### Континуирани капилари
Код ове врсте ендотелијалне ћелије су веома близу једне другим, и остављају мало простора измећу сваке ћелије. Ови капилари ефикасно пропуштају мале молекуле као и молекуле који поседују висок ниво растворљивости у мастима (молекуле кисеоника, угљендиоксида и стероида), док је пропуштање молекула растворљивих у води веома мали (натријум, калијум, амино киселине и шећери).

### Капилари прекривени порама
Ови капилари омогућавају транспорт великих молекула као и беланчевина. Ова врста капилара јавља се у органима који захтевају висок ниво размене материја, као што су бубрег и дебело црево.

### Синусоидални капилари
Синусоидни капилари или дисконтинуални капилари су посебан тип капилара отворених пора, такође познат као синусоиди, који имају шире фенестрације пречника 30-40 μм, са ширим отворима у ендотелу.  Фенестрирани капилари имају дијафрагме које покривају поре, док синусоиди немају дијафрагму и имају само отворене поре. Ови типови крвних судова омогућавају пролаз црвених и белих крвних зрнаца (пречника 7,5 μм – 25 μм) и различитих серумских протеина, уз помоћ дисконтинуиране базалне ламине. Овим капиларима недостају пиноцитотичне везикуле и стога користе празнине присутне у ћелијским спојевима да би омогућиле трансфер између ендотелних ћелија, а тиме и преко мембране. Синусоиди су неправилни простори испуњени крвљу и углавном се налазе у јетри, коштаној сржи , слезини и циркумвентрикуларним органима мозга.

## Функција
Зид капилара обавља важну функцију у ткивима јер омогућава хранљивим и отпадним материјама материјама да пролазе кроз њих. Молекули већи од 3 nm, попут албумина и других великих протеина, пролазе кроз трансцелуларни транспорт унутар везикула, а тај процес захтева да прођу кроз ћелије које формирају зид капилара. Молекули мањи од 3 nm, попут воде и гасова, прелазе капиларни зид кроз простор између ћелија у процесу познатом као парацелуларни транспорт. Ови транспортни механизми омогућавају двосмерну размену супстанци у зависности од осмотских градијената.  Док капилари који чине део крвно-мождане баријере омогућавају само трансцелуларни транспорт јер чврсте везе између ендотелних ћелија затварају парацелуларни простор.
Капиларна корита могу контролисати свој проток крви путем ауторегулације, која омогућава органу да одржава константан проток крви упркос промени централног крвног притиска. Ово се постиже миогеним одговором, а у бубрегу тубулогломеруларном повратном информацијом. Када се крвни притисак повећа, артериоле се растежу и потом сужавају (миогени механизам или феномен познатим као Бејлисов ефекат) како би се супротставиле повећаној тенденцији високог притиска да повећа проток крви.
У плућима су капилари прилагођени посебни механизми како би се задовољиле потребе повећаног протока крви током вежбања. Када се срчани ритам повећа и више крви мора да циркулише кроз плућа, капилари се акативирају и шире како би се направио простор за повећан проток крви. Ово омогућава повећање протока крви док се отпор смањује. Екстремно вежбање може учинити капиларе рањивим, са тачком ломљења сличном оној код колагена.
Пропустљивост капилара може се повећати ослобађањем одређених цитокина, анафилатоксина или других медијатора (као што су леукотриени, простагландини, хистамин, брадикинин итд.) на које снажно утиче имуни систем.